# بربادرفته (فیلم ۱۹۳۹)
بربادرفته (به انگلیسی: Gone With The Wind) فیلمی آمریکایی در ژانر عاشقانهٔ تاریخی حماسی به کارگردانی ویکتور فلمینگ و محصول سال ۱۹۳۹ است که فیلم‌نامه آن به‌دست سیدنی هاوارد و‌ بر اساس رمانی به همین نام، نوشتهٔ مارگارت میچل به رشتهٔ تحریر درآمده است. این فیلم عشق دختری جنوبی به نام اسکارلت اوهارا در خلال جنگ داخلی آمریکا و دوره بازسازی پس از جنگ را به تصویر می‌کشد. کلارک گیبل و ویوین لی دو نقش اصلی فیلم را ایفا می‌کنند. لسلی هاوارد، اولیویا دی هاویلند، هتی مک‌دنیل، ان رادرفورد باربارا اونیل، توماس میچل ،جرج ریوز، اولین کیز، اسکار پولک، فرد کرین و آلیشیا رت از دیگر بازیگران این فیلم هستند. مدت این فیلم حدوداً ۲۲۱ دقیقه است که همراه با موسیقی آغاز فیلم، موسیقی استراحت بین فیلم، موسیقی ورود و خروج فیلم حدود ۲۳۸ دقیقه می‌شود.
تولید فیلم از ابتدا دشوار بود. فیلمبرداری به دلیل قرارداد پیچیده کلارک گیبل با استودیو دیگر و قرض گرفتن او توسط سلزنیک برای نقش رت باتلر و همچنین برای پیدا کردن شخص مناسب برای نقش اسکارلت اوهارا که منجر به مصاحبه ۱۴۰۰ زن شد، دو سال به تعویق افتاد. فیلم‌نامه اصلی توسط سیدنی هاوارد نوشته شد و توسط چندین نویسنده مورد بازنگری زیادی قرار گرفته شد تا سرانجام این فیلم‌نامه مناسب ابعاد سینمایی هالیوود بشود. کارگردان اولیه فیلم، جورج کیوکر بود که اندکی پس از شروع فیلمبرداری اخراج شد و فلمینگ جایگزین وی شد، او در اواخر فیلمبرداری به علت فشردگی کار بیمار می‌شود و سم وود برای فیلمبرداری چند صحنه پایانی، جایگزین فلمینگ می‌شود. این فیلم با اکران در دسامبر سال ۱۹۳۹ نظرات مثبتی دریافت کرد، اگرچه برخی از داوران آن را طولانی مدت می‌دانستند. بازیگران فیلم به‌طور گسترده‌ای مورد ستایش قرار گرفتند و بسیاری از منتقدان ویوین لی را در نقش اسکارلت مناسب دانستند.
این فیلم در دوازدهمین دوره مراسم اعطای جوایز اسکار، ده جایزه اسکار (۸ رقابتی، ۲ افتخاری) از سیزده نامزدی دریافت کرد که شامل برنده بهترین فیلم، بهترین کارگردانی (فلمینگ)، بهترین فیلم‌نامه اقتباسی (سیدنی هوارد)، بهترین بازیگر نقش اول زن (ویوین لی) و بهترین بازیگر نقش مکمل زن (هتی مک دانیل، اولین آمریکایی-آفریقایی تباری بود که موفق به کسب جایزه اسکار شد). این فیلم از نظر دریافت تعداد برنده و نامزدی در رشته‌های مختلف، در آن زمان رکورد دار بود.
بر باد رفته هنگام انتشار برای اولین بار بسیار محبوب شد. این فیلم پر فروش‌ترین فیلم تاریخ شد و بیش از ۳۴ سال رکورددار بود. این فیلم از نظر تورم پولی، همچنان پرفروش‌ترین و پردرآمدترین فیلم تاریخ محسوب می‌شود. در طول قرن، ۲۰ بار اکران مجدد یافت و در فرهنگ عامه جای گرفت. اگرچه این فیلم به عنوان تجدید نظر طلبی تاریخی که برده داری را ستایش می‌کند، مورد انتقاد قرار گرفته است، اما باعث ایجاد تغییراتی در نحوه نمایش سینمایی آمریکایی-آفریقایی‌ها شده است. این فیلم به عنوان یکی از بزرگ‌ترین فیلم‌های تاریخ سینما شناخته می‌شود.
منظور نویسنده از انتخاب عنوان بربادرفته - چه در کتاب و چه در فیلم- اشاره به جنوب آمریکا و سنت‌های کهنش بوده است که با واسطه جنگ از بین رفته است.

## داستان

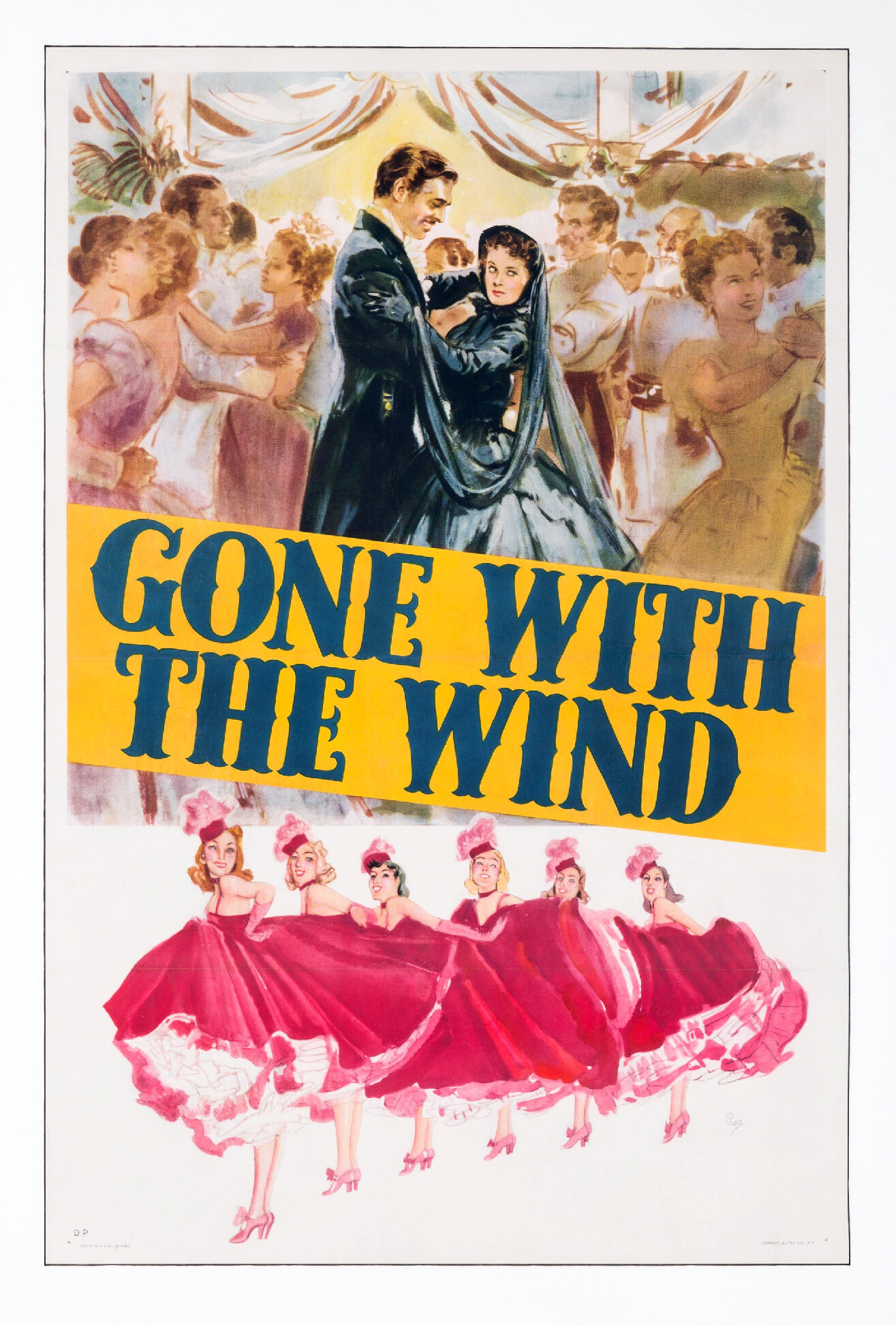
اسکارلت و رت در رقص خیریه

سال ۱۸۶۱، در آستانه جنگ داخلی آمریکا، اسکارلت اوهارا با پدر و مادر و دو خواهر و بسیاری از برده‌های خود در تارا، مزارع پنبه خانواده اش در جورجیا آمریکا زندگی می‌کند. اسکارلت اوهارا به کمک دو پسر جوان متوجه می‌شود، اشلی ویلکز پسر مالک مزرعه مجاور قرار است فردا در میهمانی ۱۲ بلوط نامزدی و ازدواج با دختر خاله اش ملانی همیلتون را اعلام کند. اسکارلت به فکر ابراز علاقه به اشلی می‌افتد چون فکر می‌کند اشلی به خاطر ناامید شدن از او می‌خواهد با ملانی ازدواج کند. فردای آن روز در میهمانی در خانه ویلکز، اسکارلت به اشلی اظهار علاقه می‌کند ولی اشلی عنوان می‌کند که می‌خواهد با دخترخاله اش ملانی ازدواج کند و اسکارلت را ترک می‌کند، رت باتلر ماجراجوی خوش قیافه ای که شاهد صحبت‌ها بوده است از جسارت اسکارلت خوشش می‌آید. جنگ شمال و جنوب آمریکا آغاز می‌شود و اسکارلت برای تحریک حسادت اشلی، با چارلز برادر ملانی ازدواج می‌کند، ولی چارلز در اردوی آموزشی جبهه جنگ درمی‌گذرد. اسکارلت به پیشنهاد مادرش، به آتلانتا پیش ملانی می‌رود و در خانه عمه پیتی پات مقیم می‌شود و در یک جشن خیریه ای دوباره با رت باتلر که حالا دلال ارتش است و پول کلانی به جیب می‌زند روبه رو می‌شود.
بعد از جنگ خونین گتیسبرگ، اشلی بازمانده از جنگ برای سال نو مرخصی می‌گیرد و به خانه برمی گردد و بعد از ۳ روز مرخصی در لحظه وداع، اشلی از اسکارلت تقاضا می‌کند از ملانی مراقبت کند. اسکارلت این را می‌پذیرد و با اشلی وداع می‌کند. در اوج جنگ داخلی، اسکارلت به دکتر مید به مداوای زخمیها کمک می‌کند ولی اوضاع جنگ بدتر می‌شود، توپخانه شمالیها، آتلانتا را زیر آتش گرفته است و مردم بی دفاع از آتلانتا می‌گریزند و اسکارلت با ملانی در حال زایمان و پریسی در آتلانتا زیر آتش، تنها می‌ماند، ملانی بسیار ضعیف شده است و توانایی زایمان ندارد. بدترین شب زندگی اسکارلت شروع می‌شود. ملانی تا سرحد مرگ پیش می‌رود و بالاخره با کمک اسکارلت فرزندش را به دنیا می‌آورد.
رت به اسکارلت و ملانی که تازه زایمان کرده کمک می‌کند که از شهر بگریزند و در بین راه، رت آنها را روانه تارا کرده و خود به ارتش جنوبی‌ها می‌پیوندد. وقتی اسکارلت به تارا می‌رسد، می‌بیند مادرش بر اثر بیماری مرده و پدرش دچار جنون شده است. او قدری از خاک تارا را در مشت می‌فشرد و خدا را شاهد می‌گیرد که هرگز اجازه نخواهد داد شمالیها بر او پیروز شوند و گرسنگی، او و خانواده اش را از پای دربیاورد، حتی اینکه مجبور باشد به هر کاری دست بزند. اسکارلت برای زنده ماندن مجبور است پنبه بکارد و خود و خواهرانش در مزرعه کار کنند. او حتی مجبور است برای محافظت از خانواده و مزرعه اش یک سرباز یانکی را بکشد و او را به کمک ملانی در حیاط پشتی خانه دفن کند. اسکارلت هنگام دفن یانکی، نظرش راجع به ملانی عوض شده و احساس بهتری نسبت به او پیدا می‌کند.
جنگ با تسلیم جنوبی‌ها تمام می‌شود. فرانک کندی از سوالن، خواهر اسکارلت خواستگاری می‌کند و قول می‌دهد که به زودی برای ازدواج با سوالن بازگردد، اشلی از جنگ برمی‌گردد و اسکارلت باز هم در بحران عشق اشلی غوطه ور می‌شود. شمالی‌ها برای مزرعه مالیات سنگینی وضع می‌کنند و اسکارلت برای نگهداری مزرعه و تهیه پول به شهر می‌رود تا از رت کمک بگیرد اما رت، به دلیل دروغ گویی اسکارلت به او، جواب رد می‌دهد. اسکارلت همراه مامی در شهر، فرانک کندی می‌بیند و متوجه می‌شود فرانک از فروش وسایل دست دوم مغازه ای باز کرده است و کارگاه چوب بری دارد و قرار است به زودی به تارا بیاید و با سوالن ازدواج کند. جرقه ای ذهن او را روشن می‌کند، از فرانک می‌خواهد او را به خانه عمه پیتی برساند. او مطمئن است اگر سوالن با فرانک ازدواج کند یک رقم هم به تارا کمک نخواهد کرد. چاره ای ندارد زیرا تارا در خطر است و شرافت این بار هم برایش بی معناست و به فرانک دروغ می‌گوید که سوالن می‌خواهد با جوانی از ناحیه دیگه ازدواج کند. اسکارلت با فرانک سرخورده از عشق، ازدواج می‌کند. رت باتلر به ملاقاتش می‌آید و از احوالات او می‌پرسد و به او هشدار می‌دهد تنها کالسکه راندن خطرناک است، اسکارلت او را مطمئن می‌کند که می‌تواند با شلیک گلوله شخص مهاجم را از پای درآورد. اما در راه بین شهر و کارگاه، توسط سیاه پوستان مورد حمله قرار می‌گیرد ولی برده قدیمیشان بیگ سام او را نجات می‌دهد. همان شب فرانک همراه اشلی و دکتر مید به جلسه سیاسی می‌روند و رت هراسان به خانه ملانی می‌آید و از شمالی‌ها خبر می‌دهد که برای غافلگیر کردن آنها نیرو فرستاده‌اند، رت از ملانی محل اختفای آنان را می‌پرسد، ملانی به رت اعتماد می‌کند و آدرس می‌دهد. افسر شمالی به خانه آنها می‌آید و سراغ همسرانشان را می‌گیرد. ملانی می‌گوید که آنها برای برگزاری جلسه سیاسی به مغازه فرانک رفته‌اند و افسر شمالی دستور می‌دهد که سربازان خانه را محاصره کنند تا مردان برگردند. لحظات کشنده و دردناکی برایشان می‌گذرد تا اینکه صدای مردانشان از بیرون خانه شنیده می‌شود. اشلی و دکتر مید، با حالتِ مستی همراه رت وارد خانه می‌شوند. رت از افسر شمالی می‌خواهد بیشتر از این آبرو ریزی راه نیندازند. رت به شمالیها می‌گوید که آنها تا الان همراه با او در خانه دوستش، بل واتلینگ بوده‌اند، محلی بدنام که زنان از شنیدن نام آن شرم دارند. افسر باور نمی‌کند و رت به او می‌گوید که می‌تواند از بل سؤال کند. بعد از خروج افسر شمالی از خانه، دکتر مید به سرعت به مداوای زخم بازوی اشلی می‌پردازد. رت به ملانی توضیح می‌دهد که مجبور بوده است آنها را به خانه بل ببرد تا شاهدی داشته باشد و از ملانی از این بابت معذرت خواهی می‌کند اما ملانی از رت تشکر می‌کند. رت به اسکارلت خبر می‌دهد که فرانک در این درگیری کشته شده است.
پس از مرگ فرانک، اسکارلت اداره کارخانه چوب بری او را به عهده می‌گیرد. سرانجام رت باتلر از اسکارلت تقاضای ازدواج می‌کند و باهم ازدواج می‌کند. ماه عسلشان را در نیواورلئان می‌گذرانند اما او رؤیایی را هر شب می‌بیند که موجب ترسش می‌شود و رت او را دلداری می‌دهد که از هیچ چیز نترسد چون او اسکارلت را تنها نخواهد گذاشت. رت برای اسکارلت که اکنون باردار است زیباترین قصر آتلانتا را می‌سازد. اسکارلت دختر زیبایی به دنیا می‌آورد که رت نامش را بانی بلو باتلر می‌گذارد.
دنیای رت با به دنیا آمدن این کودک متحول می‌شود. او اکنون مردی متشخص و نجیب‌زاده است که احترام اهالی آتلانتا را به خود جلب می‌کند. او می‌خواهد که فرزندش، علی‌رغم سابقه بد پدر و مادرش، در آتلانتا محبوب باشد و تمام خانواده‌های جنوب به او احترام بگذارند. بعد از زایمان، اسکارلت به کارگاه چوب بری می‌رود. دیدار دوباره اسکارلت با اشلی، آتش عشقش شعله‌ور می‌کند. رت متوجه ابراز احساس اسکارلت به اشلی می‌شود. او اتاق خوابش را با اسکارلت جدا می‌کند و اینگونه رابطه آنان رو به تیرگی می‌گذارد.
ملانی می‌خواهد برای جشن تولد اشلی، او را غافلگیر کند و اسکارلت را مأمور می‌کند تا به کارگاه برود و اجازه ندهد اشلی پیش از موعد به خانه بیاید. اشلی به اسکارلت می‌گوید جز سعادت اسکارلت، هیچ آرزوی دیگری ندارد و اسکارلت را در آغوش می‌کشد. در همین لحظه ایندیا و خانم مید در آستانه در کارگاه ایستاده‌اند و این صحنه را می‌بینند. ایندیا موضوع را به رت و دیگران می‌گوید و شایعات پشت سر اسکارلت شروع می‌شود و اسکارلت نمی‌خواهد با مردم رو به رو شود. تصمیم گرفته است به جشن تولد اشلی نرود اما رت او را مجبور به رفتن به این میهمانی می‌کند. اسکارلت تنها وارد مهمانی می‌شود چون رت حاضر نمی‌شود او را همراهی کند. میهمانان با دیدن او مبهوت می‌شوند اما ملانی با مهربانی جلو می‌آید و به او خوشامد می‌گوید. ملانی با ایندیا دعوا کرده است و به او اجازه نداده است در مهمانی شرکت کند. همان شب بعد از جشن، رت مست شده به اسکارلت گوشزد می‌کند:" ملانی و اشلی نجیب زاده هستند و ما نجیب زاده نیستیم" و طی یک کشمکش، رتِ مست، اسکارلت را در آغوش گرفته و به اتاق خواب می‌برد. صبح، اسکارلت خوشحال است که رابطه سردش با رت در حال اصلاح است اما رت از رفتار شب گذشته اش عذر خواهی می‌کند و به اسکارلت پیشنهاد طلاق می‌دهد و همراه بانی به مسافرت می‌رود. بانی بهانه مادر را می‌گیرد و رت او را پیش اسکارلت برمی‌گرداند و متوجه حامله بودن اسکارلت می‌شود و طی یک کشمکش دیگر اسکارلت به پایین پله‌ها می‌غلتد و جنینش را از دست می‌دهد. اسکارلت در اغماء خود، رت را می‌طلبد اما این را ابراز نمی‌کند و رت گریان بیرون در اتاق منتظر است تا اسکارلت او را ببخشد و به داخل فرابخوانتش.
بعد از دوران نقاهت اسکارلت، رت از او طلب بخشش کرده و درخواست زندگی دوباره را به اسکارلت می‌دهد اما اتفاقی در شرف وقوع است که زندگیشان را نابود می‌کند. بانی از اسب به پایین می‌افتد و درمی‌گذرد. رت ۳ روز اجازه نمی‌دهد که بانی را دفن کنند، ملانی با رت صحبت می‌کند و او اجازه می‌دهد که کودک را به خاک بسپارند. علی‌رغم هشدار دکتر مید، ملانی باردار است. او از حال می‌رود و در بستر مرگ می‌افتد. ملانی از اسکارلت می‌خواهد که از اشلی و پسرش مراقبت کند. از او می‌خواهد که تا آخر عمر مراقب اشلی باشد و اجازه ندهد چیزی اشلی را ناراحت کند. و در نهایت می‌خواهد با رت باتلر مهربان باشد زیرا او عاشق اسکارلت است. اسکارلت، اشلی را می‌بیند که یک لنگه دستکش ملانی را می‌بوسد و می‌گرید. او می‌گوید: «ملانی تنها رؤیایی بوده است که داشتم، تنها رؤیایی که به حقیقت پیوست.» و اسکارلت متوجه می‌شود که عشق میان او و اشلی توهمی بیش نبوده و به عشق رت پی می‌برد. او به خانه می‌رود و به رت اعتراف می‌کند که رت را دوست داشته و از او می‌خواهد که بماند. اما رت عنوان می‌کند که با مرگ بانی همه چیز تمام شده است و قصد طلاق را دارد. رت، اسکارلت را ترک می‌کند. اسکارلت که نتوانست از رفتن او جلوگیری کند، تصمیم می‌گیرد به مزرعه پنبه تارا بازگردد تا بتواند راهی برای برگرداندن رت پیدا کند.

## بازیگران
مزرعه تارا
- توماس میچل در نقش جرالد اوهارا
- باربارا اونیل در نقش الن اوهارا (همسر جرالد)
- ویوین لی در نقش اسکارلت اوهارا (دختر جرالد)
- اولین کیز در نقش سوالن اوهارا (دختر جرالد)
- ان رادرفورد در نقش کارین اوهارا (دختر جرالد)
- جرج ریوز در نقش برنت تارلتون (پسر جوان)
- فرد کرین در نقش استوارت تارلتون (پسر جوان)
- هتی مک‌دنیل در نقش مامی (خادم خانه)
- اسکار پولک در نقش پورک (خادم خانه)
- باترفلای مک‌کوئین در نقش پریسی (خادم خانه)
- ویکتور جوری در نقش جوناس ویلکرسون (مباشر مزرعه)
- اورت بروان در نقش بیگ سم (سر کارگر مزرعه)

در دوازده بلوط
- هاوارد هیکمن در نقش جان ویلکز
- آلیشیا رت در نقش ایندیا ویلکز (دختر جان ویلکز)
- لسلی هاوارد در نقش اشلی ویلکز (پسر جان ویلکز)
- اولیویا دی هاویلند در نقش ملانی همیلتون (دختر خاله اشلی)
- کلارک گیبل در نقش رت باتلر (بازدید کننده ای از چارلستون)
- رند بروکس در نقش چارلز همیلتون (برادر ملانی)
- کرول نای در نقش فرانک کندی (مهمان)

در آتلانتا
- لورا هوپ کروس در نقش عمه پیتی پات همیلتون (عمه ملانی)
- ادی اندرسن در نقش عمو پیتر (درشکه‌چی عمه پیتی پات)
- هری دونپورت در نقش دکتر مید
- لئونا رابرتز در نقش خانم مید
- جین دارول در نقش خانم مریوتر
- اونا مانسون در نقش بل واتلینگ

نقش‌های فرعی
- پال هرست در نقش یانکی فراری
- کمی کینگ در نقش بانی بلو باتلر (دختر اسکارلت و رت)
- جوزف مایکل کریگن در نقش جانی گالاگر
- جکی موران در نقش فیل مید
- لیلیان کمبل کوپر در نقش پرستار بانی
- مارسلا مارتین در نقش کاتلین کالورت
- میکی کوهن در نقش بو ویلکز (پسر ملانی و اشلی)
- اروینگ بیکن در نقش سرلشکر یانکی
- ایسابل جول در نقش امی اسلاتر
- وارد باند در نقش تام (فرمانده یانکی)
- کلیف ادواردز در نقش سرباز
- مری اندرسون در نقش میبل مریوتر
- هوراس بی. کارپنتر یکی از شهروندان آتلانتا
- امرسون تریسی
- لستر دُر
- بلو واشینگتن

اولیویا دی هاویلند آخرین بازیگر بازمانده از بین هنرپیشگان اصلی فیلم کلاسیک بر باد رفته بود و در ۲۶ ژوئیه ۲۰۲۰ در گذشت.

## تولید
قبل از انتشار این رمان، چندین مدیر اجرایی و استودیوهای هالیوود از جمله لوئیس بی. میر و اروینگ تالبرگ از استودیو مترو گلدوین مایر، پندورا اس. برمن از استودیو آر.ک.ئو، از ایجاد فیلمی براساس آن امتناع کردند. ولی دیوید او. سلزنیک از شرکت سلزنیک اینترنشنال و جک وارنر از شرکت برادران وارنر از این داستان استقبال کردند اما بزرگ‌ترین ستاره هالیوود بتی دیویس به این رمان علاقه‌مند نبود و داریل اف. زانوک از استودیو قرن بیستم بودجه کافی ای برای تهیه فیلم پیشنهاد نداد. با این حال، سردبیر داستان «کی براون» و شریک تجاریش «جان ویتنی»، سلزنیک را تشویق کردند و از او خواستند تا حقوق فیلم را بخرد. سرانجام یک ماه پس از انتشار رمان برباد رفته، در ژوئیه ۱۹۳۶، امتیاز کتاب را به مبلغ ۵۰ هزار دلار از میچل خریداری کرد.

### انتخاب بازیگران

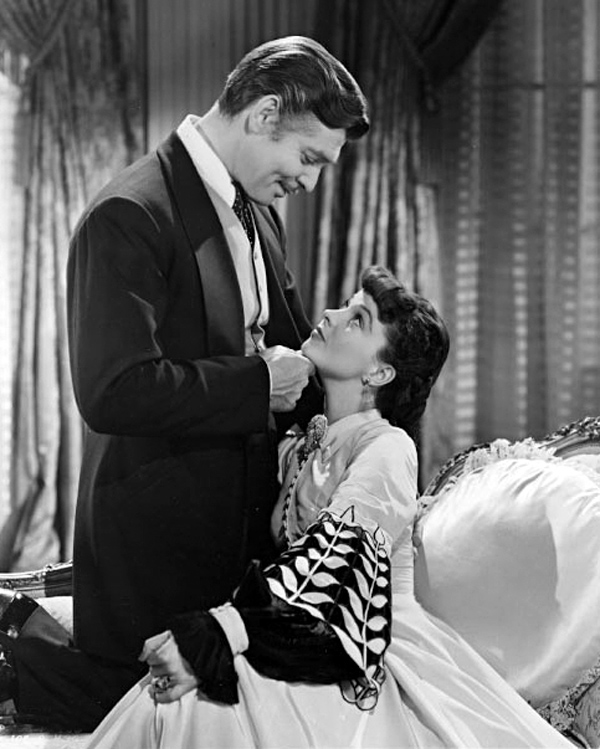
عکس تبلیغاتی کلارک گیبل و ویوین لی در نقش رت و اسکارلت

انتخاب دو نقش اصلی فیلم به یک کار پیچیده و دو ساله بدل شد. سلزنیک برای نقش رت باتلر، در ابتدا کلارک گیبل را می‌خواست اما اما او با کمپانی گلدوین مایر مترو قرارداد داشت و استودیو، او را به هیچ استودیو دیگری قرض نمی‌داد. گزینه بعدی برای نقش رت باتلر، گری کوپر بود اما او هم تحت قرارداد شرکت ساموئل گلدوین پروداکشنز بود که شرکت مذکور نیز از قرض دادن او به سلزنیک خودداری کرد. شرکت برادران وارنر، ارول فلین را به استودیو سلزنیک اینترنشنال پیکچرز، پیشنهاد کردند. اما سلزنیک و مارگارت میچل خالق برباد رفته نیز گیبل را بهترین گزینه برای نقش رت باتلر می‌دانستند. سرانجام مترو گلدوین مایر با آگاهی از حساسیت عمومی در این باره، شرایط سختی را برای قرض دادن ستاره خود (گیبل) به سلزنیک مطرح کرد. از این رو سلزنیک بر آن شد تا از گری کوپر برای ایفای نقش «رت باتلر» بهره بگیرد. اما گری کوپر این نقش را رد کرد. در نتیجه سلزنیک با لویی بی. میر، پدرزن سلزنیک و رئیس کمپانی مترو گلدوین مایر معامله کرد که سلزنیک در مقابل پرداخت ۵٫۱ میلیون دلار و اختصاص ۱۵ درصد از درآمد خالص فیلم و همچنین با پرداخت حقوق هفتگی گیبل، کلارک گیبل را از متروگلدوین مایر قرض بگیرد، و در عوض، میر، نیمی از هزینهٔ ساخت فیلم را بر عهده بگیرد. استودیوهای متروگلدوین مایر و لوس کینپلکس اینترتینمن نیز مسئولیت اکران فیلم در سراسر جهان را به عهده گرفتند.
این قرارداد اکران فیلم، توسط متروگلدوین مایر، باعث شد شروع تولید فیلم تا پایان سال ۱۹۳۸ به تأخیر بیفتد این تأخیر به سلزنیک فرصت داد تا به بازبینی فیلم‌نامه بپردازد و مهم‌تر از همه، برای پیدا کردن نقش اسکارلت با کمک مارگارت میچل دست به کار شوند، هنگامی که خبر تهیه فیلم برباد رفته با موافقت میچل، پخش شد، همه بازیگران زن هالیوود برای رسیدن به نقش اسکارلت هجوم آوردند و در واقع یکی از بزرگ‌ترین رقابت‌های تاریخ سینما برای دستیابی به نقشی خاص آغاز شد. نخستین نام که به میان آمد تلولا بنک‌هد بود و بعد از آن از میریام هاپکینز، نورما شیرر، جوآن کراوفورد، کارول لمبارد، کلودت کولبرت، لانا ترنر، لوسیل بال، سوزان هیوارد، جین آرتور، لرتا یانگ، کاترین هپبورن، فرنسیس دی، برندا مارشال، دایانا بریمور، جون بنت، نانسی کولمن، الن درو، آنیتا لوئیس، هایلا استودارد، لیندا واتکینز، مارگارت تالیچ و ۱۴۰۰ نفر دیگر مصاحبه کردند ولی اکثر این‌ها طی مشورت‌هایی که سلزینک با میچل داشت از بازی در نقش اسکارلت خط خوردند و تنها ۳۰ زن به مرحله تست رسیدند و پولت گادرد به مرحله نهایی انتخاب بازیگر رسید اما جنجال بر سر ازدواج گادرد با چارلی چاپلین باعث تغییر نظر سلزنیک شد. 

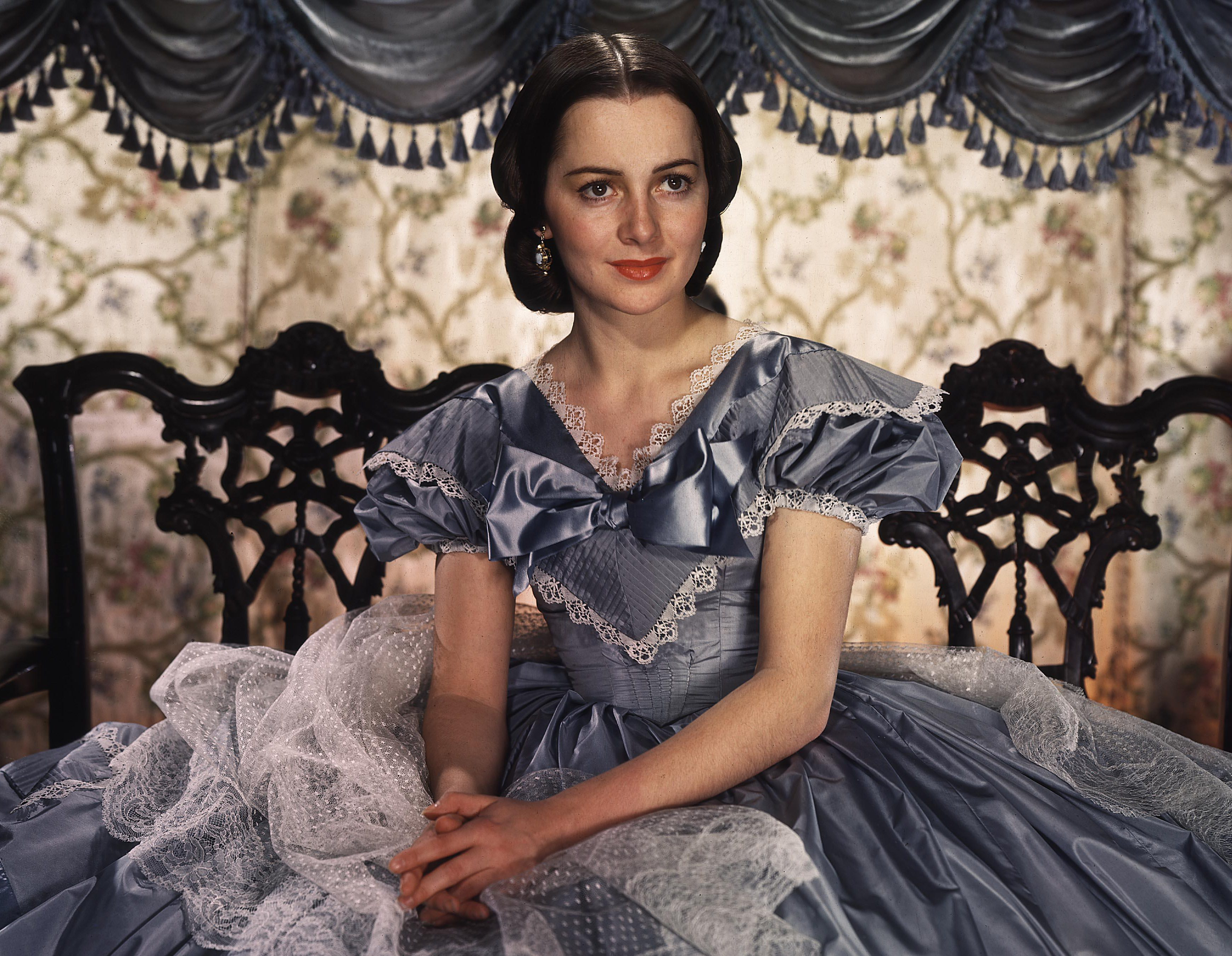
اولیویا دی هاویلند در نقش ملانی

 کار به درازا کشید ولی سلزنیک تسلیم نمی‌شود ودست به یک تبلیغات گسترده‌ای می‌زند، او ۱۰۰ نفر را استخدام و به سراسر آمریکا می‌فرستد تا از بین دختران دانشگاه‌ها، مدارس هنری، تئاترها بهترین را انتخاب و به سلزنیک معرفی نمایند. دو سال می‌گذرد و سلزنیک با آن که ۱۰۰ هزار دلار خرج می‌کند اما هنوز به آنچه می‌خواهد نرسیده است. در نهایت سلزنیک مجبور می‌شود که فیلمبرداری را بدون مشخص شدن بازیگر زن اصلی فیلم، شروع کند.

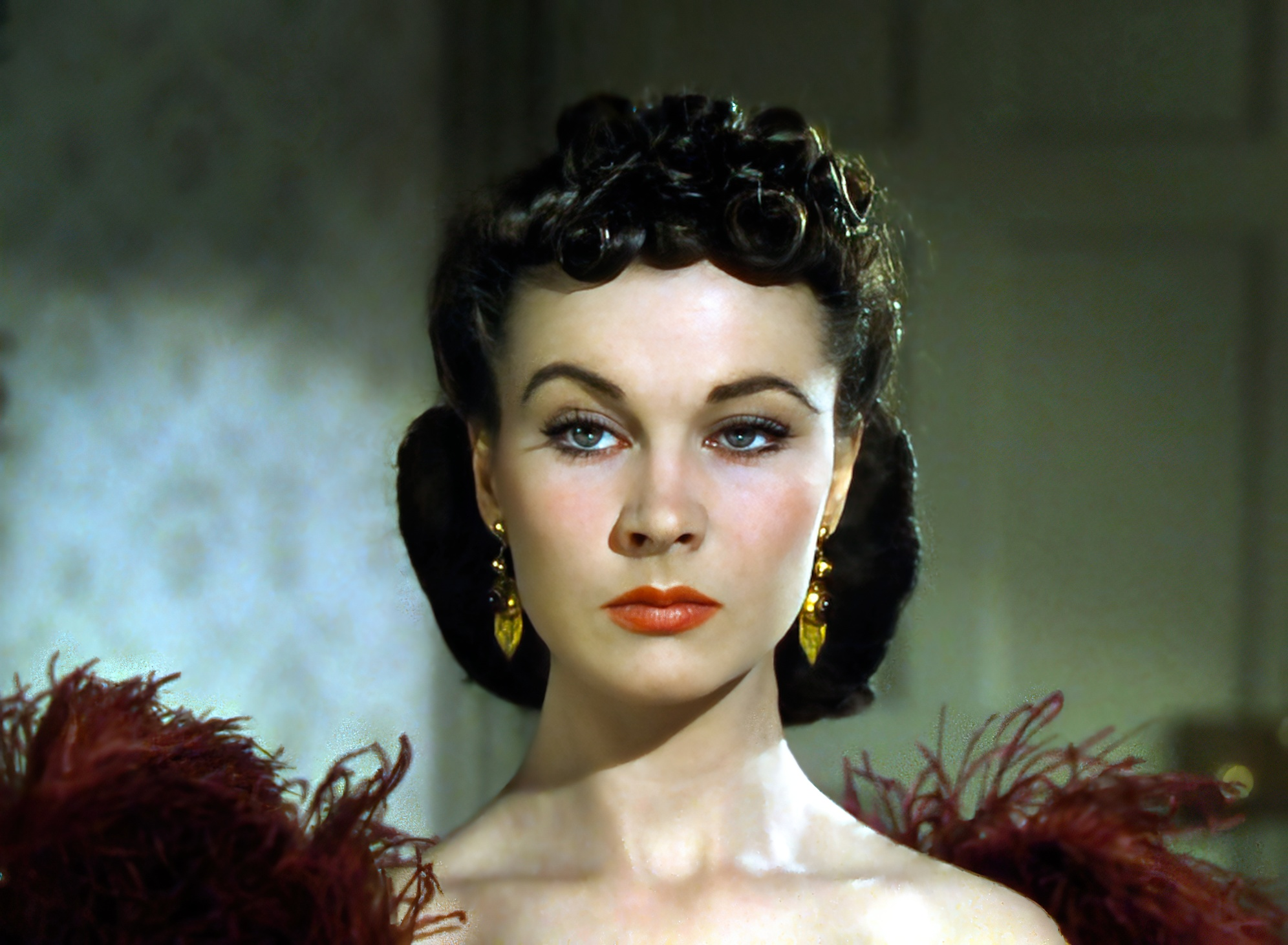
ویوین لی در نقش اسکارلت

ویوین لی، بازیگر جوان انگلیس با بازی درفیلم‌های انگلستان در آتش و یک یانکی در آکسفورد که در آن زمان در آمریکا چندان شناخته شده نبود، نظر سلزنیک را به خودش جلب می‌کند، لی از سلزنیک درخواست بررسی او در نقش اسکارلت می‌دهد، در تابستان ۱۹۳۸ میرون سلزنیک (برادر دیوید سلزنیک) با الکساندر کوردا که با لی قرارداد داشت، مذاکره می‌کنند و سرانجام میرون سلزنیک ترتیبی می‌دهد در شب ۱۰ دسامبر ۱۹۳۸، ویوین لی با دیوید سلزنیک، اولین بار همدیگر را ملاقات کنند. در آن زمان دیوید سلزنیک مشغول فیلمبرداری از صحنه آتش‌سوزی آتلانتا بود که برادر سلزنیک، بانوی جوانی را که کنارش ایستاده است را به دیوید سلزنیک معرفی می‌کند و می‌گوید:" اسم این خانم ویوین مری هارت لی است، یک بازیگر انگلیسی که سابقه اش به چند فیلم نه چندان با اهمیت محدود می‌شود. " سلزنیک تست‌های دشواری از او می‌گیرد و سرانجام پس از کش و قوس‌های بسیار در ۱۳ ژانویه ۱۹۳۹ تکلیف اسکارلت اوهارای فیلم را مشخص می‌کند. سلزنیک قبل از شروع فیلمبرداری صحنه فیلم به اد سالیوان خبرنگار، گفت: «والدین اسکارلت اوهارا، فرانسوی و ایرلندی بودند مثل والدین ویوین لی که فرانسوی و ایرلندی هستند.»
یکی از چالش‌هایی که در انتخاب بازیگران برای سلزنیک پیش آمد، عدم پشتکار مداوم بازیگران هالیوود در تصویرسازی دقیق لهجه‌های جنوبی بود. این استودیو معتقد بود که اگر لهجه به درستی نشان داده نشود، می‌تواند برای موفقیت این فیلم مضر باشد. سلزنیک، سوزان میریک (متخصص گفتار جنوبی، آداب و رسوم توصیه شده توسط میچل) و ویل پرایس را برای مربیگری بازیگران در صحبت با لهجه جنوبی استخدام کرد.

### فیلم‌نامه
سیدنی هاوارد نویسنده اصلی فیلم‌نامه بود. جوآن یک، مورخ فیلم می‌نویسد: «کاهش پیچیدگی‌های ابعاد حماسی بر باد رفته، بسیار دشوار بود و برای نمایش این فیلم‌نامه اولیه هوارد حداقل به ۶ ساعت زمان نیاز داشت. سلزنیک از هوارد بابت بازنگری این فیلم‌نامه درخواست می‌کند که در صحنه پیش تولید بماند اما هوارد از ترک نیوانگلند امتناع می‌کند و در نتیجه بازنگری فیلم‌نامه توسط گروهی از نویسندگان محلی انجام می‌شود.»

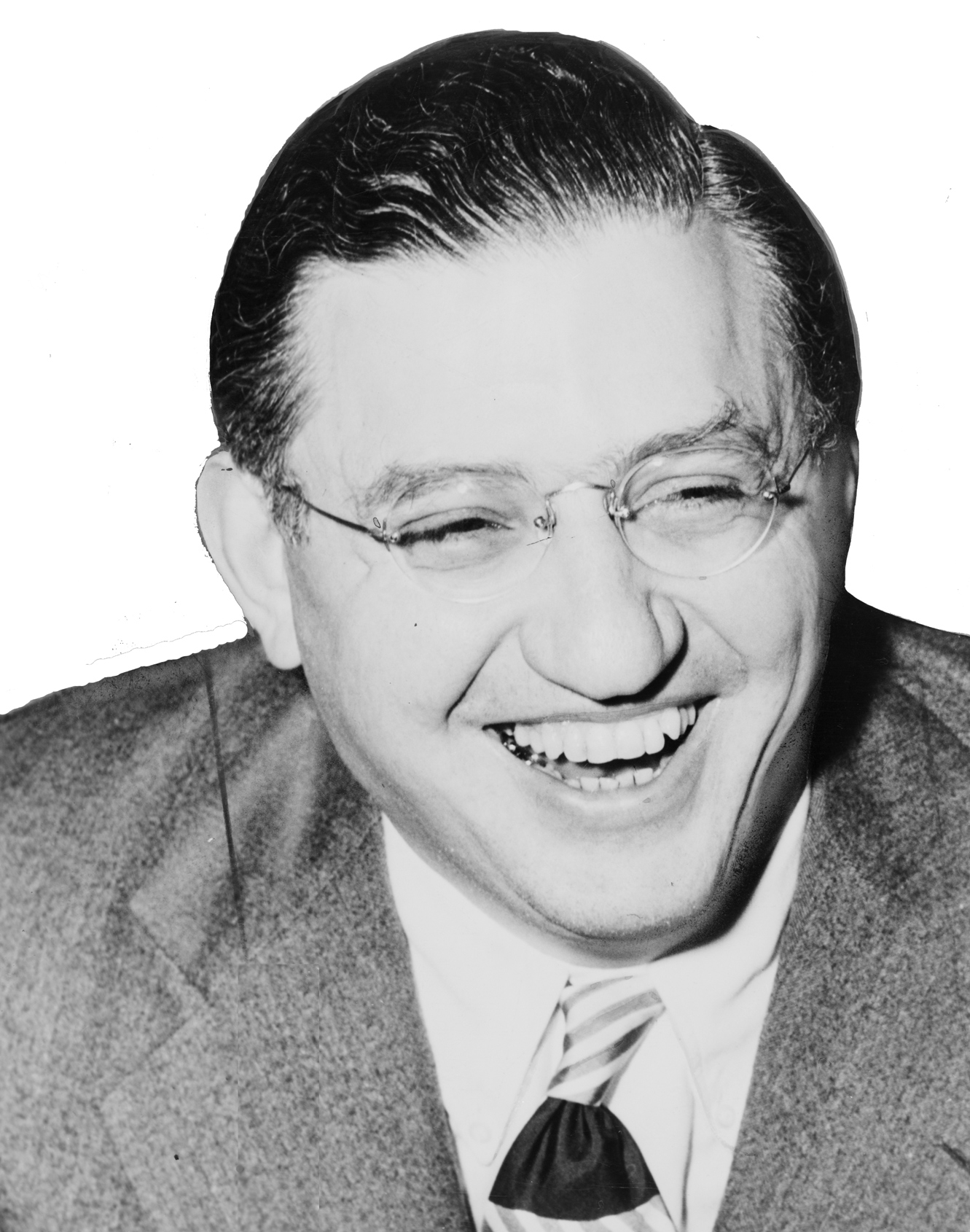
دیوید او. سلزنیک در ۱۹۴۰

جرج کیوکر اولین شخصی بود که کارگردانی برباد رفته را بر عهده داشت که ۳ هفته بعد از آغاز فیلمبرداری از کارش اخراج شد.
فلمینگ که به تازگی کارگردانی فیلم جادوگر شهر از را تمام کرده بود فوراً خود با شرایط تولید وفق داد و مسئولیت کارگردانی را برعهده گرفت ولی ازاین فیلم‌نامه راضی نبود، بنابراین سلزنیک، بن هکت را استخدام کرد تا کل فیلم‌نامه را در ظرف ۵ روز بازنویسی کند، هکت این فیلم‌نامه را به پیش نویس اصلی هاوارد برگرداند و در آخر هفته موفق شد نصف فیلم‌نامه را بازنویسی کند. سلزنیک بازنویسی نیمه دوم فیلم‌نامه را خودش انجام داد اما از برنامه تولید فیلم عقب ماند و در نتیجه هاوارد به صحنه پیش تولید برگشت و چند قسمت از نیمه دوم فیلم‌نامه را بازنگری و اصلاح کرد. هاوارد در آن زمان، طی یک حادثه ای در مزرعه اش کشته می‌شود.
به گفته ویلیام مک آدامز، نویسنده زندگی‌نامه هکت، "در سحرگاه روز یکشنبه، ۲۰ فوریه ۱۹۳۹، دیوید سلزنیک و ویکتور فلمینگ، هکت را از خواب بیدار می‌کنند تا به او اطلاع دهند که از مترو گلدوین مایر، وام گرفته است و با توجه به کمبود زمان، باید فوراً کارش را شروع کند. هکت که در وسط کار بازنویسی فیلم‌نامه فیلم " در سیرک" بود به عوامل فیلم بر باد رفته پیشنهاد کرد که دوستش "ژن فاولر" مسئولیت بازنویسی فیلم‌نامه نهایی را به عهده بگیرد اما سلزنیک و کارگردان فلمینگ گفتند که او رمان را نخوانده است و نمی‌توانند منتظر خواندن او باشند. سلزنیک که پنج هفته قبل فیلمبرداری آن را آغاز کرده بود، هر روز ۵۰ هزار دلار بابت بازنویسی نهایی فیلم‌نامه صرف می‌کرد. هتک از اتفاقات پیش تولید فیلم‌نامه تعریف می‌کند ومی نویسد: "بعد از صحبت و بحث با عوامل فیلم سر هر صحنه فیلم‌نامه، به پشت ماشین تحریر رفته و آنها را می‌نوشتم. سلزنیک و فلمینگ که مشتاق نهایی شدن فیلم‌نامه بودند، و من را به تمام کردن هر چه زودتر این فیلم‌نامه، وادار می‌کرد. ما هفت روز به این روش کار کردیم و هجده تا بیست ساعت در روز وقت گذاشتیم. سلزنیک استدلال کرد که غذا باعث کند شدن سرعت تکمیل فیلم‌نامه می‌شود در نتیجه ما را از خوردن ناهار امتناع کرد و در عوض برای ما، موز و بادام زمینی نمکی تهیه کرد. بدین ترتیب من در روز هفتم، موفق شدم ۹ حلقه اول حماسه جنگ داخلی را کامل کنم. "

### فیلمبرداری
فیلمبرداری از ۲۶ ژانویه ۱۹۳۹ آغاز شد و در تاریخ ۱ ژوئیه به پایان رسید ولی کار پس تولید آن تا ۱۱ نوامبر ۱۹۳۹ ادامه داشت.
کارگردان جرج کیوکر که رابطه خوبی با اولیویا دی هاویلند داشت. کلارک گیبل احساس کرد که کیوکر بیش از اندازه به ویوین لی و اولیویا دی هاویلند اهمیت می‌دهد، او این مسئله را با سلزیک در میان گذاشت و سرانجام توانست با نفوذ زیادش در سلزیک، سه هفته پس از شروع فیلمبرداری، کیوکر را اخراج کند. سلزنیک با کلارک گیبل مشورت می‌کنند و ویکتور فلمینگ را برای ادامه کارگردانی انتخاب می‌کند. ویوین لی و اولیویا دو هاویلند در روز فیلمبرداری صحنه بازار آتلانتا از اخراج کیوکر مطلع می‌شوند و این دو با لباس فیلم به دفتر سلزنیک می‌روند و از او التماس می‌کنند که نظرش را عوض کند. لی و دی هاویلند از این تعویض ناخشنود بودند و پس از اخراج کیوکر پیوسته و به‌طور پنهانی با او ملاقات می‌کردند و دربارهٔ صحنه‌های آینده فیلم و نحوه اجرای نقش خودشان از او مشورت می‌گرفتند.
فلمینگ، برای تکمیل فیلمبرداری فیلم بر باد رفته به شرکت مترو گلدوین مایر، فرا خوانده شد. هر چند فشردگی کار آنقدربود که فلمینگ، آخر کار در ماه مه، بیمار می‌شود و سم وود، طی دو هفته، چند صحنه پایانی را فیلمبرداری می‌کند. اگرچه بعداً برخی از صحنه‌های کیوکر را دوباره فیلمبرداری کردند. سلزنیک تخمین زد که فقط ۳ حلقه از کارهای کیوکر در تصویر نهایی است: تولد بچه ملانی، حمله سربازها به تارا و مرگ بانی.
از آغاز تا پایان فیلمبرداری، کیوکر ۱۸ روز، فلمینگ ۹۳ روز و وود ۲۴ روز، کارگردانی فیلم را به عهده گرفتند.
لی گارمس، مدیر فیلمبرداری، تولید فیلم را آغاز کرد، اما یک ماه بعد در ۱۱ مارس ۱۹۳۹، سلزنیک و همکارانش، نتیجه صحنه‌های فیلمبرداری شده گارمس را «خیلی تاریک» می‌دانستند در نتیجه سلزنیک او را با ارنست هالر و ری رناهان که در زمینه فیلم رنگی تخصص داشتند، جایگزین کرد. بیشتر فیلمبرداری در «چهل پشت» سلزنیک اینترنشنال با تمام صحنه‌های لوکیشن واقع دربین شهرستان لس آنجلس و شهرستان ونچورا، انجام شد. تارا، خانه خیالی جنوب مزرعه که از تعدادی تخته سه لای و ورق‌های نمایی ساخته شده بود. سلزنیک برای سوزاندن شهر آتلانتا که از نماهای چوبی روی مجموعه‌های متروکه قدیمی استودیو سلزنیک ساخته شده بود، از مواد منفجره کمک گرفت و خودش آنها را سوزاند. منابع در آن زمان برآورد هزینه‌های تولید فیلم بر باد رفته را ۳٬۸۵ میلیون دلار اعلام کردند و آن را پس از فیلم بن هور (۱۹۲۵) به دومین فیلم گران‌قیمت ساخته شده تا آن زمان تبدیل کرد.
واژه «لعنتی» که در فیلم توسط رت باتلر گفته می‌شود، طبق قوانین نظامنامه تولید تصاویر متحرک در سال ۱۹۳۹، باید حذف می‌شد. سلزنیک برای ممانعت از این کار، مبلغ ۵ هزار دلار جریمه پرداخت کرد تا این اتفاق نیفتد.

### موسیقی
دیوید سلزنیک، ماکس اشتاینر را برای ساخت موسیقی بر باد رفته انتخاب کرد که در اوایل دههٔ ۱۹۳۰ برای کمپانی آر.ک. ئو کار می‌کرد. کمپانی برادران وارنر که از سال ۱۹۳۶ با اشتاینر قرارداد داشت برای این فیلم، او را به سلزنیک قرض داد. اشتاینر دوازده هفته را صرف موسیقی متن بر باد رفته کرد که با ۲ ساعت و ۳۶ دقیقه، طولانی‌ترین آهنگی بود که تاکنون نوشته شد. پنج ارکسترتر از جمله هوگو فریدهوفر، موریس دو پک، برنارد کاون، آدولف دویچ و رجینالد باست استخدام شدند.
امتیاز این آهنگ با دو مضمون عاشقانه مشخص می‌شود، یکی برای عشق شیرین اشلی و ملانی و دیگری که اشتیاق اسکارلت به اشلی را برانگیخته است، اگرچه به‌طور برجسته هیچ قطعه عاشقانه ای برای اسکارلت و رت وجود ندارد. اشتاینر به‌طور قابل توجهی از موسیقی محلی و میهنی استفاده کرد که شامل آهنگ‌های استیون فوستر مانند «لوئیزیانا بل»، «دالی روز»، «رینگو د بانجو»، «رؤیای زیبا»، «قدیمی‌ها در خانه» و «کتی بل»، که به اساس مضمون اسکارلت، شکل بدهد. مضمونی که امروز بیشترین ارتباط را با فیلم دارد، «قطعه تارا» یا موسیقی اصلی فیلم بر باد رفته یکی از شاهکارهای ماکس اشتاینر و موسیقی فیلم است. این قطعه در ارتباط با تارا، خانه و مزرعهٔ خانواده اوهارا در فیلم است.
به دلیل فشار برای اتمام به موقع موسیقی فیلم، اشتاینر در آهنگسازی از فریدهوفر، دویچ و هاینتس اریک رومهلد کمک گرفت.

## پخش

### پیش نمایش، اولین نمایش و نخستین اکران عمومی
در ۹ سپتامبر ۱۹۳۹، سلزنیک به همراه ایرنه (همسر سلزنیک)، سرمایه‌گذار جان جوک ویتنی و سردبیر فیلم هال کرن با ماشین به ریورساید، کالیفرنیا رفتند تا پیش نمایش فیلم را در تئاتر فاکس ببینند. این فیلم بدون جلوه‌های نوری خاص و عنوان‌ها بود. همچنین زمان این فیلم که در مرحلهٔ برش ناهنجار بود، چهار ساعت و بیست و پنج دقیقه بود که بعدها برای اکران عمومی، مدت زمان فیلم به کمتر از ۴ ساعت کاهش یافت. بعد از پایان فیلم، مطبوعات از سلزنیک پرسیدند که چه احساسی نسبت به فیلم دارید، او گفت: "من
ظهر فکر می‌کنم که این آسمانی است، نیمه شب فکر می‌کنم این فیلم پست است و گاهی فکر می‌کنم این بزرگ‌ترین تصویری است که تاکنون ساخته شده است. اگر این فیلم عالی بیرون بیاد، من راضی خواهم بود."

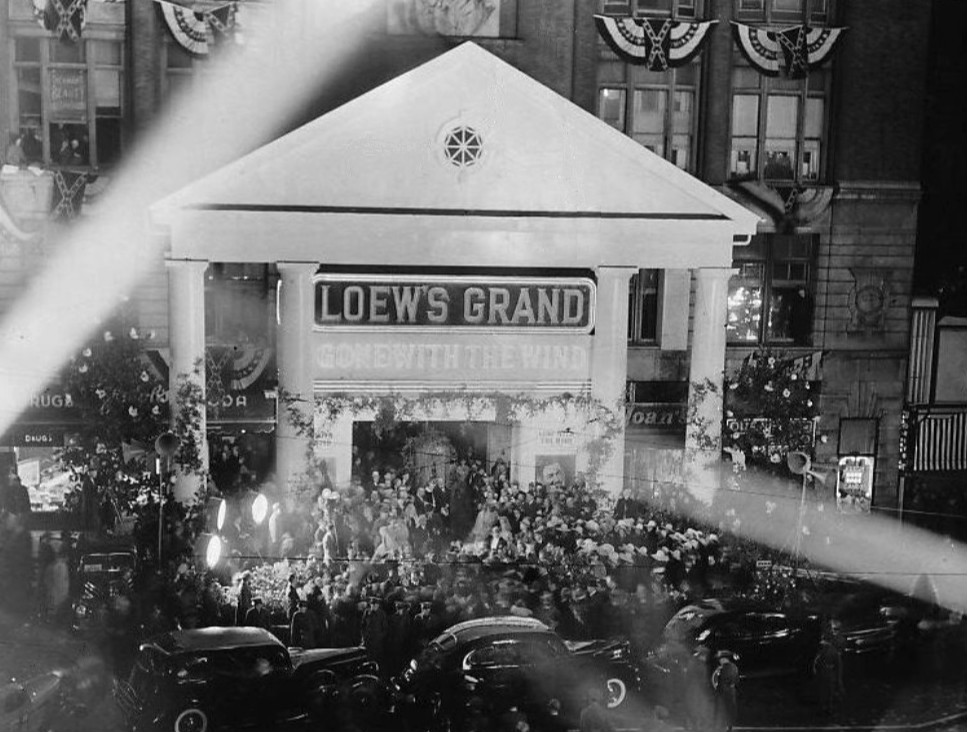
اولین نمایش فیلم در لوو گراند، آتلانتا

حدود ۳۰۰ هزار نفر برای اولین نمایش فیلم در تئاتر بزرگ لوو در ۱۵ دسامبر ۱۹۳۹ در آتلانتا حضور یافتند. این اوج سه روز جشن بود که به میزبانی شهردار ویلیام بی. هارتسفیلد برگزار شد، که شامل رژه لیموزین‌ها با حضور ستاره‌های فیلم بود. فرماندار جورجیا، ۱۵ دسامبر را تعطیل دولتی اعلام کرد. سیصد هزار نفر از ساکنان آتلانتا و بازدید کنندگان برای تماشای لیموزین‌هایی که ستاره‌های فیلم را از فرودگاه می‌آوردند، به طول هفت مایل در خیابان‌ها صف کشیده بودند. فقط لسلی هاوارد و ویکتور فلمینگ ترجیح دادند که در آن شرکت نکنند، هاوارد به دلیل شروع جنگ جهانی دوم به انگلستان بازگشته بود و فلمینگ با سلزنیک اختلاف نظر داشت و از حضور در هر یک از مراسمات برتر خودداری کرد. هتی مک دانیل و سایر بازیگران سیاه‌پوست، به دلیل قوانین جیم کرو در این مراسم حضور پیدا نکردند. کلارک گیبل با اطلاع از اینکه مک دانیل از برگزاری اولین مراسم منع شده است، تهدید به تحریم این رویداد کرد، اما مک دانیل او را ترغیب به حضور در این مراسم کرد. رئیس‌جمهور جیمی کارتر بعداً آن را به عنوان «بزرگ‌ترین واقعه رخ داده در جنوب در طول زندگی من» یادآوری کرد. اولین نمایش‌ها نیز در نیویورک و لس آنجلس برگزار شد.
از دسامبر ۱۹۳۹ تا ژوئیه ۱۹۴۰، ۷۰ درصد از فروش این فیلم در سینماها به مترو گلدوین مایر اختصاص داشت، در حالی که ۳۰ تا ۳۵ درصد از مابقی فروش این فیلم که تنها در تعداد محدودی از سالن سینماها نمایش داده می‌شد که بلیط ۱ دلاری را به قیمت بیش از دو برابر می‌فروختند. وقتی استودیو مترو گلدوین مایر به فروش حد نصابی رسید، تصمیم گرفت برای فروش بیشتر فیلم بر باد رفته سهم فروش فیلم خود را به ۵۰ درصد کاهش بدهد. در نتیجه قیمت‌ها را نصف کرده و برای سود بیشتر به اکران این فیلم ادامه می‌دهند.
در نهایت با احتساب هزینه‌های توزیع و تبلیغات، کل هزینه‌های این فیلم به مبلغ ۷ میلیون دلار رسید.

### اکران مجدد

پوستر فیلم اکران مجدد ۱۹۶۷

در سال ۱۹۴۲، سلزنیک شرکت خود را به دلایل مالیاتی منحل کرد و سهم امتیاز فیلم بر باد رفته اش را به شریک تجاری خود، جان ویتنی، به مبلغ ۵۰۰ هزار دلار فروخت. ویتنی نیز کل امتیاز فیلم را به قیمت ۲٬۸ میلیون دلار به کمپانی گلدوین مایر مترو فروخت، استودیو گلدوین مایر مترو بلافاصله فیلم را در بهار ۱۹۴۲ و دوباره در سالهای ۱۹۴۷ و ۱۹۵۴ منتشر کرد. اکران مجدد فیلم بر باد رفته در سال ۱۹۵۴ برای اولین بار فیلم را در صفحه عریض نمایش دادند. کمپانی مجبور بود برای نمایش فیلم به شکل واید اسکرین در صفحه عریض، کادر بالا و پایین فیلم را بزند. این اقدام باعث شد فیلم از نسبت استاندارد آکادمی (۱٫۳۷۵:۱) خارج شده و به نسبت ابعاد (۱٫۷۵:۱) برسد، درنتیجه باعث شد تعدادی از فریم‌های فیلم از نظر کادربندی و سه نگاتیو رنگی برای همیشه تغییر کند.
در ۱۹۶۱، فیلم بر باد رفته به مناسبت گرامیداشت صدمین سالگرد آغاز جنگ داخلی آمریکا منتشر شد که شامل "اولین نمایش " بزرگ در تئاتر بزرگ لوو بود. سلزنیک به همراه ویوین لی و اولیویا دی هاویلند در مراسم "اولین نمایش " حضور داشتند ولی کلارک گیبل که از بازیگرهای اصلی این فیلم بود، سال گذشته به‌علت سکته قلبی درگذشت.
برای اکران مجدد آن در سال ۱۹۶۷، فیلم در فرمت ۷۰ میلی‌متری منتشر شد و با کمک پوستر هنری به روز شده از رت باتلر با پیراهن سفید پاره شده، اسکارلت را بغل گرفته در پس زمینه شعله‌های آتش، فیلم را تبلیغ کردند. این فیلم چندین بار در سالهای ۱۹۷۱، ۱۹۷۴ و ۱۹۸۹ اکران شد. در سال ۱۹۸۹،  بر باد رفته  برای پنجاهمین سالگرد انتشار خود مجدداً اکران شد. فیلمی که در سالهای ۱۹۸۶ تا ۱۹۸۸ به دستور تد ترنر (مالک مترو گلدوین میر مترو) توسط گروهی تکنسین، بازسازی شد. آنها برای رسیدن به بهترین کیفیت تصویری و صدای ممکن سراغ سه نگاتیو رنگی فیلم  برباد رفته  رفتند که در موزه جرج ایستمن در راچستر نیویورک نگهداری می‌شد. این بازسازی فیلم آسان نبود، چون بعضی از قسمتها در هر کدام از نگاتیوها چروک خورده بود و اجازه تلفیق شدن سه نگاتیو در کنار هم را نمی‌داد؛ در کنار این، بخشی از کادرها از بین رفته و ناواضح شده بود. آنها طی دو سال، شبانه روز، روی فریم به فریم نگاتیوها کار کردند و سرانجام فیلم بازسازی شده به کیفیت تصویری و صوتی بالایی رسید.
این فیلم مجدداً در سال ۱۹۹۸، به صورت نمایشی در ایالات متحده توسط استودیو نیو لاین سینما منتشر شد. در سال ۲۰۱۳، یک نسخه 4K از فیلم  بر باد رفته  به مناسبت صد سالگی ویوین لی، در انگلستان منتشر شد. در سال ۲۰۱۴،  بر باد رفته  برای هفتاد و پنجمین سالگرد انتشار خود، به مدت دو روز در سینماهای سراسر ایالات متحده اکران شد.

### تلویزیون و سینمای خانگی
برای نخستین بار، شبکه کابلی HBO، حق پخش تلویزیونی این فیلم را در ۱۱ ژوئن ۱۹۷۶ دریافت کرد و به مدت ۱ سال، ۱۴ بار آن را پخش کرد. شبکه کابلی NBC برای دریافت حق یک بار پخش این فیلم در تلویزیون، ۵ میلیون دلار پرداخت کرد. در آن زمان NBC که یکی از پر بازدیدترین شبکه تلویزیونی آمریکا بود، این فیلم را در نوامبر ۱۹۷۶ پخش می‌کند، بررسی نشان می‌دهد که هنگام پخش این فیلم، ۴۷٫۵ درصد از خانواده‌های نمونه آمریکا و ۶۵ درصد از کل بینندگان شبکه‌های تلویزیونی آن را تماشا کردند. این امر موجب شد، بالاترین امتیاز فیلم در تلویزیون را کسب کند و بر باد رفته در این مقام همچنان رکورد دار است.
در سال ۱۹۷۸، CBS قراردادی به ارزش ۳۵ میلیون دلار برای بیست بار پخش این فیلم در طول یک سال امضا کرد. ترنر انترتینمنت، کتابخانه فیلم مترو گلدوین مایر را در سال ۱۹۸۶ خریداری کرد، اما در این قرارداد، حق پخش تلویزیونی بر باد رفته را نداشت، چون امتیاز پخش فیلم هنوز در اختیار شبکه CBS بود. ترنر اینترتینمنت با CBS معامله ای کرد که بنا شد، CBS حق پخش تلویزیونی فیلم بر باد رفته را به ترنر اینترتینمنت واگذار کرده و در عوض ترنر اینترتینمنت حق پخش تلویزیونی فیلم جادوگر شهر از را به CBS واگذار کند. ترنر اینترتینمنت، توانست این فیلم را از طریق شبکه کابلی ترنر برادکستینگ سیستم (۱۹۸۸) و شبکه ماهواره ای تی‌سی‌ام (۱۹۹۴) پخش کند.
در مارس ۱۹۸۵ فروش فیلم بر باد رفته در قالب ویدئو کاست را آغاز کرد و در نهایت به دومین فیلم پر فروش سینمای خانگی در سراسر ایالات آمریکا تبدیل شد و بعدها با پیشرفت تکنولوژی، فیلم در قالب‌های دی‌وی‌دی و دیسک بلو-ری منتشر شد.

## بازخورد

### منتقدان

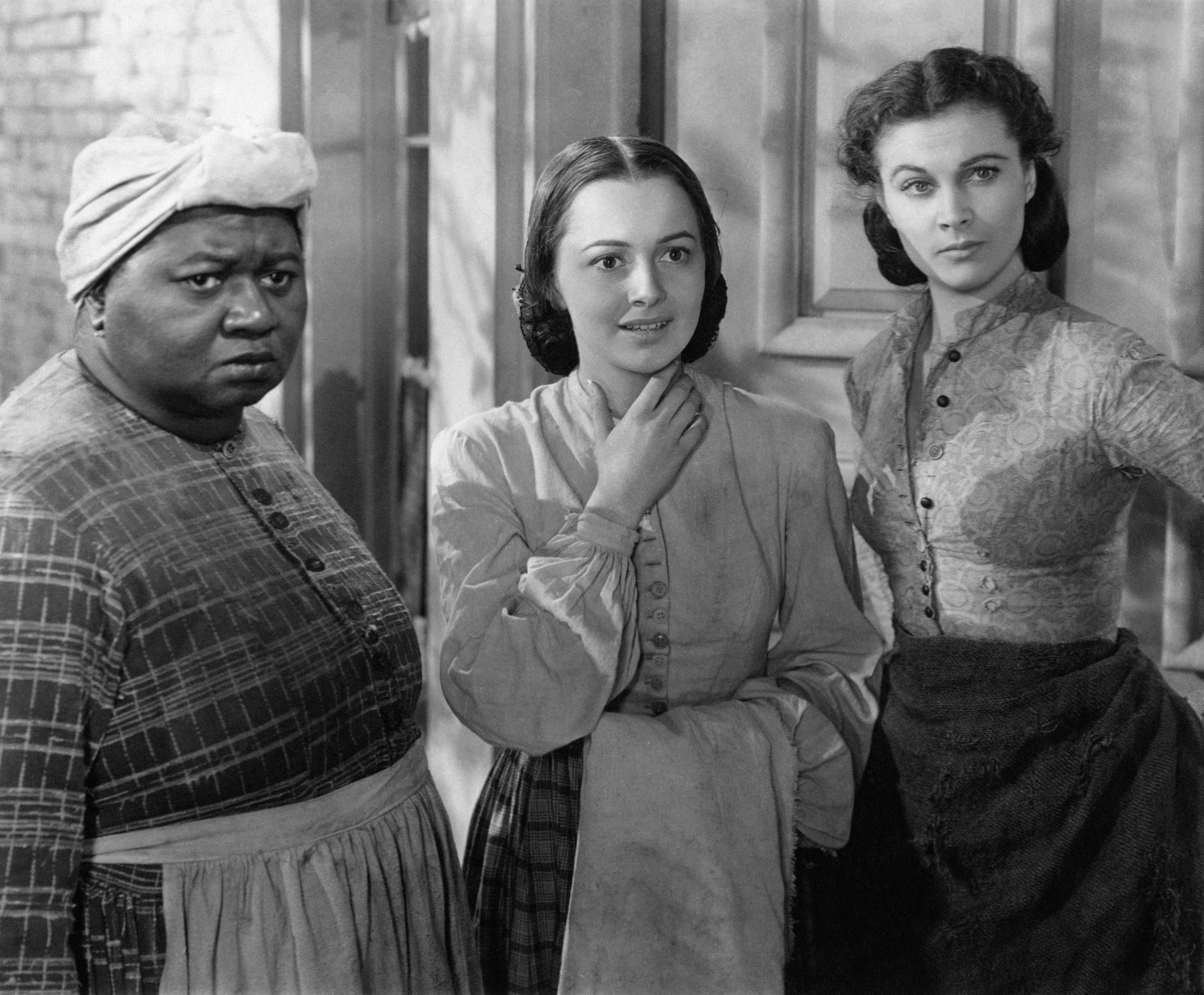
از لی، دی هاویلند و مک‌دنیل برای عملکردشان تقدیر شد.

پس از اکران، مجلات و روزنامه‌ها به‌طور گسترده‌ای، نظرات مثبتی بابت فیلم بر باد رفته  ارائه دادند. با این حال، در حالی که ارزش‌های تولید، دستاوردهای فنی و میزان محبوبیت آن به‌طور جهانی شناخته شده بود، برخی از منتقدان آن زمان، فیلم را بسیار طولانی می‌دانستند و برایشان قانع کننده نبود. فرانک نوگنت برای نیویورک تایمز بهترین احساسات عمومی را با تأیید این نکته تصدیق کرد که اگرچه این فیلم، بلند پروازترین فیلم تولید شده تا آن زمان بود، اما احتمالاً بزرگ‌ترین فیلمی نبوده که ساخته شده است، اما با این وجود به نظر او در این فیلم " داستان جالب، به زیبایی به تصویر کشیده شده است ". فرانتس هولرینگ از هفته نامه نیشن نیز همین عقیده را داشت: " نتیجه این فیلم، موفقیت کوچک در هنر فیلمبرداری که یک رویداد مهم در تاریخ صنعت است. لحظاتی وجود دارد که دو دسته با هم خوب دیدار می‌کنند، اما کششهای طولانی بین این دو فقط با کارایی چشمگیر پر شده است. "
منتقدان، این فیلم را به خاطر وفاداری به رمان مورد ستایش قرار دادند. منتقدان، وفاداری این فیلم به رمان را عامل اصلی طولانی بودن فیلم دانستند. جان سی. فلین از مجله ورایتی نوشت که سلزنیک " خیلی چیزها را رها کرده است " و اگر صحنه‌های تکراری و گفتگوی بخش دوم داستان کوتاه می‌شد، بُعد سرگرمی فیلم پر رنگتر می‌شد. گاردین منچستر اعلام کرد که اشکال مهم این فیلم، فیلم‌نامه ای فاقد کیفیت حماسی برای توجیه طولانی بودن فیلم می‌داند و این بی کیفیتی در بخش دوم فیلم آشکار می‌شود که روی " ازدواج‌های بی ربط " و " نزاع‌های داخلی " اسکارلت متمرکز است و تنها دلیل ورود آنها " فقط به این دلیل بود که مارگارت میچل آن را چنین نوشت ". گاردین معتقد بود که اگر " داستان در نقطه مشخص با فاصله کوتاه، مرتب شده بود و رمان بر باد رفته مطیع روش‌های سینمایی می‌شد ممکن بود، فیلم عالی تری از آب در بیاد ". هولرینگ نیز معتقد بود که بخش دوم فیلم ضعیف تر از بخش اول است و بیان کرد که رویدادهای جنگ داخلی به عنوان نیروی محرکه بخش اول فیلم به خوبی عمل کردند در حالی که در قسمت دوم، فیلم فقط روی شخصیت‌ها تمرکز کرده است، گسل اصلی در بخش دوم فیلم به خوبی آشکار شد که "شخصیت‌ها به تنهایی کافی نیستند"، با وجود بسیاری از صحنه‌های عالی در فیلم، هولرینگ این فیلم درام را قانع کننده نیافت و اشاره کرد فیلم از لحاظ " پیشرفت روانی " غفلت کرده است.
بیشتر تعریف و تمجیدها به بازیگران اختصاص داشت، به ویژه ویوین لی برای بازی در نقش اسکارلت. نوگنت او را " محور تصویر " توصیف کرد و معتقد بود که " او به قدری برای نقشی که توسط هنر و طبیعت تعریف شده، طراحی شده است که بقیه بازیگرها در این نقش تصور نمی‌شود ". هولرینگ او را در اجرای " ظاهر و حرکات"، عالی یافت. فلین، ویوین لی را از نظر جسمانی مناسب این نقش می‌داند و احساس می‌کند در صحنه‌هایی که شجاعت و عزم راسخ از خود نشان می‌دهد، مانند فرار از آتلانتا و زمانی که اسکارلت یک یانکی فراری را می‌کشد، بهترین است. ویوین لی برای نقش آفرینی در مراسم جوایز منتقدان فیلم نیویورک در سال ۱۹۳۹ در رشته بهترین بازیگر زن برنده شد.
فلین احساس کرد بازی کلارک گیبل در نقش رت باتلر بسیار به شخصیت "باتلر" خانم میچل نزدیک بود و مخاطبان نیز آنطور که باتلر را تصور می‌کردند، بود. نوانت با این دیدگاه موافق بود اگرچه هولرینگ اعلام کرد که گیبل کاری نکرده است و در صحنه‌های پایانی به سوالات افکار ما پاسخ نداده و ما را کاملاً قانع نکرده است، زیرا در انتهای فیلم، رت با انزجار از خانه اسکارلت بیرون می‌رود. از بین سایر اعضای اصلی بازیگران، هولرینگ و فلین هر دو لسلی هاوارد را به‌عنوان  اشلی  با اراده ضعیف دانستند. فلین، اولیویا دی هاویلند را به عنوان " ملانی سرآمد " معرفی کرد. نوجنت در کنار ستایش کردن از عملکرد دی هاویلند در نقش ملانی، او را به عنوان " یک گوهر مهربان، زیبا، با وقار، صادق و آرام " توصیف کرد. بسیاری از منتقدان از هتی مک دنیل در نقش  مامی  تمجید کردند. نوجنت معتقد بود که او بهترین بازی را بعد از ویوین لی و کلارک گیبل در فیلم بر باد رفته انجام داده است.

### جوایز اسکار
در دوازدهمین دوره مراسم اعطای جوایز اسکار از مجموع ۱۴ رشته نامزد، در ۸ رده رقابتی که نامزد شده بود برنده شد که از میان آن‌ها می‌توان به چهار جایزهٔ اسکارِ بهترین فیلم، بهترین کارگردان برای ویکتور فلمینگ، بهترین هنرپیشهٔ نقش اول زن برای ویوین لی، و بهترین نقش مکمل زن برای هتی مک‌دنیل اشاره کرد و دو جایزه افتخاری دیگر برای استفاده از تجهیزات و رنگ دریافت کرد (همچنین اولین فیلم رنگی شد که برنده بهترین فیلم شد).
برباد رفته، با داشتن ۸ جایزه، رکورد بیشترین تعداد دریافت جوایز رقابتی اسکار را تا سال ۱۹۵۸ حفظ کرد و در نهایت، فیلم ژی‌ژی با دریافت ۹ جایزه رقابتی، از فیلم برباد رفته، پیشی گرفت. همچنین فیلم برباد رفته نیز از لحاظ تعداد نامزدی در جوایز اسکار تا سال ۱۹۵۰ رکورد دار بود که سرانجام فیلمی به نام همه‌چیز درباره ایو با داشتن ۱۴ رشته نامزدی، رکورد برباد رفته را شکست.
برباد رفته در طول قرن بیستم به صورت دوره‌ای منتشر شد و در فرهنگ عمومی ریشه دوانده بود. اگرچه این فیلم به عنوان ستایش تاریخی برده‌داری مورد انتقاد قرار گرفته است، اما باعث ایجاد تغییراتی در روشی شده است که آمریکاییان آفریقایی در آن به تصویر کشیده شده‌اند. این فیلم به عنوان یکی از فیلم‌های برتر تمام دوران‌ها در نظر گرفته می‌شود. این فیلم در سال ۱۹۹۸ میلادی در صدر لیست ۱۰۰ فیلم برتر آمریکایی قرار گرفته است. کتابخانه کنگره آمریکا برای حفظ این اثر، آن را در فهرست ملی ثبت فیلم ثبت کرد.
در بخش بهترین بازیگر نقش مکمل زن، ۲ زن (الیویا دو هاویلند و هتی مک‌دنیل) با هم رقابت کردند. در نتیجه هتی مک‌دنیل، اولین آمریکایی آفریقایی‌تباری بود که موفق به کسب جایزه اسکار شد اما در آن زمان به دلیل وجود تبعیض نژادی در آمریکا او و همراهانش مجبور شدند پشت یک میز جداگانه در پشت اتاق بنشینند. با این حال سیدنی هاوارد فیلمنامه‌نویس فیلم، اولین برنده دریافت جایزه اسکار بهترین فیلم‌نامه اقتباسی پس از مرگ شد و سلزنیک شخصاً به جای او این جایزه را دریافت کرد.
| جایزه                            | دریافت کننده(ها)                                                                                         | نتیجه    |
| -------------------------------- | --- | -------- |
| بهترین فیلم                      | دیوید او سلزنیک (برای سلزنیک اینترنشنال پیکچرز)                                                          | برنده    |
| بهترین کارگردانی                 | ویکتور فلمینگ                                                                                            | برنده    |
| بهترین بازیگر نقش اول مرد        | کلارک گیبل                                                                                               | نامزدشده |
| بهترین بازیگر نقش اول زن         | ویوین لی                                                                                                 | برنده    |
| بهترین بازیگر نقش مکمل زن        | الیویا دی هاویلند                                                                                        | نامزدشده |
| بهترین بازیگر نقش مکمل زن        | هتی مک‌دنیل                                                                                               | برنده    |
| بهترین فیلم‌نامه اقتباسی          | سیدنی هاوارد                                                                                             | برنده    |
| بهترین طراحی صحنه                | لایل آر. ویلر                                                                                            | برنده    |
| بهترین فیلم‌برداری - رنگی         | ارنست هالر و ری رناهان                                                                                   | برنده    |
| بهترین تدوین                     | هال سی. کرن و جیمز ئی. نیوکام                                                                            | برنده    |
| بهترین موسیقی فیلم - امتیاز اصلی | ماکس اشتاینر                                                                                             | نامزدشده |
| بهترین صداگذاری                  | توماس ت. مولتون (بخش صدا استودیو ساموئل گلدوین فیلمز)                                                    | نامزدشده |
| بهترین جلوه‌های تصویری            | جک کاسگروو، فرد آلبین و آرتور جانز                                                                       | نامزدشده |
| جایزه افتخاری آکادمی             | ویلیام کمرون مینزیز برای دستاوردهای برجسته در استفاده از رنگ برای افزایش حالت دراماتیک در "بر باد رفته". | افتخاری  |
| بهترین دستاورد فنی               | دون ماسگریو و سلزنیک اینترنشنال پیکچرز برای پیشگامی در استفاده از تجهیزات هماهنگ در تولید "بر باد رفته". | افتخاری  |

### شناخت صنعت
این فیلم در چندین نظرسنجی مطرح صنعت حضور داشته است: در نظرسنجی انستیتوی فیلم آمریکایی (AFI) در سال ۱۹۷۷ به عنوان محبوب‌ترین فیلم انتخاب شد؛ AFI در سال ۱۹۹۸، فیلم را در رتبه چهارم لیست "۱۰۰ فیلم برتر" قرار داد اما در دهمین سالگرد انتشار در سال ۲۰۰۷، بر باد رفته به مقام ششم سقوط کرد. کارگردانان مطرح در نظر سنجی اختیاری سایت اند ساوند در سال ۲۰۱۲ به فیلم، رتبه ۳۲۲ را دادند و در سال ۲۰۱۶ به عنوان نهمین بهترین "موفقیت کارگردانی" در نظرسنجی انجمن صنفی کارگردانان آمریکا انتخاب شد. در سال ۲۰۱۴، در یک نظرسنجی گسترده‌ای که توسط رسانه هالیوود ریپورتر انجام شد، رتبه ۱۵ را دریافت کرد. بر باد رفته یکی از اولین بیست و پنج فیلمی بود که در سال ۱۹۸۹ توسط کتابخانه کنگره ایالات متحده برای حفظ این اثر به دلایل " فرهنگی، تاریخی یا زیبایی شناختی " در فهرست فیلم‌های ملی انتخاب شد.

- ۱۰۰ سال… ۱۰۰ فیلم به انتخاب بفا – #۴
- ۱۰۰ سال… ۱۰۰ زوج به انتخاب بفا – #۲
- ۱۰۰ سال… ۱۰۰ قهرمان و شرور به انتخاب بفا
  - رت باتلر، قهرمان – نامزد شده
  - اسکارلت اوهارا، قهرمان – نامزد شده

- ۱۰۰ سال…۱۰۰ نقل قول به انتخاب بفا:
  - "راستش رو بخوای عزیزم، اصلاً برام فرقی نمی‌کنه." – #۱
  - "هر چی باشه، فردا روز دیگری است. " – #۳۱
  - "خداوندا تو شاهد من باشد، که من دیگر گرسنه نخواهم شد." – #۵۹
  - "زر زر – نامزد شده
  - "من از بچه دنیا آوردن هیچی نمیدونم." – نامزد شده

- ۱۰۰ سال موسیقی متن به انتخاب بفا – #۲
- ۱۰۰ سال… ۱۰۰ تحسین به انتخاب بفا – #۴۳
- ۱۰۰ سال… ۱۰۰ فیلم به انتخاب بفا (بازبینی ۲۰۰۷) – #۶
- ۱۰ فیلم برتر در ۱۰ ژانر به انتخاب بفا – #۴ فیلم حماسی

انستیتوی فیلم آمریکایی

## برای مطالعهٔ بیشتر
- «آیا بر باد رفته عجیب‌ترین فیلم آمریکایی است؟». بی‌بی‌سی فارسی.
- «عکس‌خبر؛ لباس اسکارلت اوهارا ۱۳۷ هزار دلار فروخته شد». بی‌بی‌سی فارسی. ۲۰ آوریل ۲۰۱۵. دریافت‌شده در ۲۰ آوریل ۲۰۱۵.